# Geba (rijeka)
Geba (ili Gebba) je rijeka na jugozapadu Etiopije. Spaja se s rijekom Birbir i tako nastaje rijeka Baro. 
Izvore na Etiopskoj visoravni u zoni Ilubabor, to jest regiji Oromiji.